# FCA Calvi
EL FCA Calvi es un equipo de fútbol de Francia que juega en la CFA, la cuarta liga de fútbol más importante del país.

## Historia
Fue fundado en la ciudad de Calvi, y ha pasado toda su historia en las divisiones locales y amateur de Francia, y juega en la CFA desde la temporada 2012/13.

## Jugadores destacados
- Walter Bakouma
- Nicolas Martinetti
- François Orsini
- Simon Perrin